# Éva Ruttkai

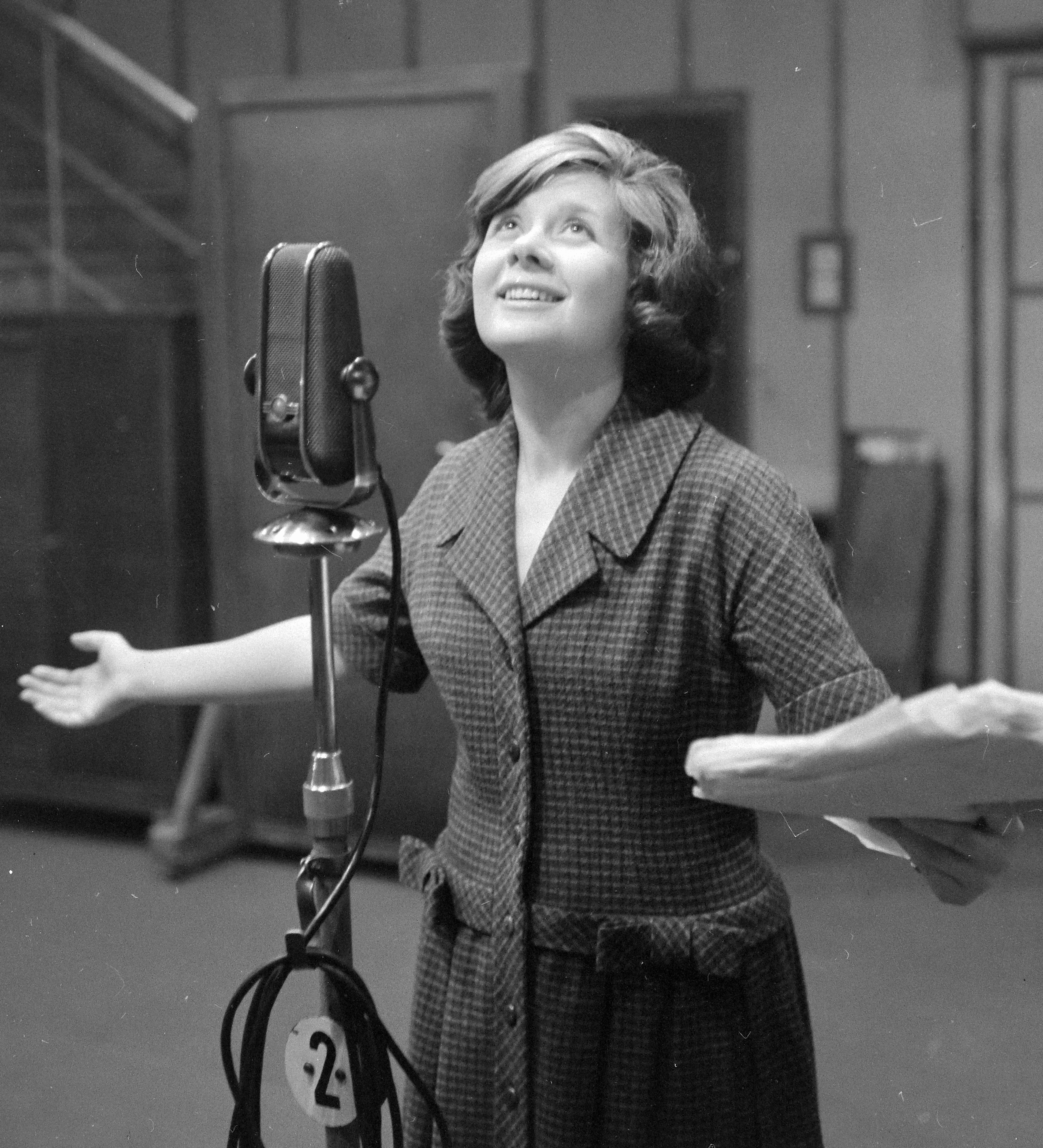
Éva Ruttkai.

Éva Ruttkai, född 31 december 1927 i Budapest, död 27 september 1986 i Budapest, var en ungersk skådespelare. Hon filmdebuterade som barn 1934, och medverkade sedan från 1948 fram till 1988 i över 90 filmer och TV-produktioner, i många som huvudrollsinnehavare. Under större delen av sitt liv var hon anställd vid teatern Vígszínház i Budapest.

## Filmografi, urval
- 1957 – Mese a 12 találatról
- 1966 – Med kvinnans list...
- 1966 – Kárpáthy Zoltán
- 1968 – Egri Csillagok
- 1978 – Abigél (TV-serie)